# Crane, Poole & Schmidt
Crane, Poole & Schmidt es una firma de abogados ficticia ubicada en Boston, Massachusetts la cual es el escenario de la serie de televisión Boston Legal, creada por David E. Kelley a partir de la última temporada de su anterior serie, The Practice (Los Practicantes en Hispanoamérica y El Abogado en España).

## Abogados de Crane, Poole & Schmidt
Los siguientes abogados trabajaron en Crane, Poole & Schmidt en su oficina principal en Boston al comienzo de la tercera temporada del show:

### Socios principales
- Denny Crane (William Shatner)
- Shirley Schmidt (Candice Bergen)
- Edwin M. Poole (Larry Miller): Invitado especial, ha aparecido solo en algunos pocos episodios, Poole pasa la mayor parte de su tiempo como paciente en un hospital psiquiátrico.

### Socios significativos
- Paul Lewiston (Rene Auberjonois)
- Carl Sack (John Larroquette)
- Brad Chase (Mark Valley)
- Jeffrey Coho (Craig Bierko)
- Jerry Espenson (Christian Clemenson)

### Asociados significativos
- Alan Shore (James Spader)
- Denise Bauer (Julie Bowen)
- Claire Simms (Constance Zimmer)

### Personal
- Catherine Piper (Betty White): fue secretaria de Alan Shore, actualmente es la señora que repartee los sándwich
- Melissa Hughes (Marisa Coughlan): Secretaria de Alan hasta el episodio "Trick or Treat" (2006), en el cual ella anuncia que fue transferida a la oficina de Jeffrey Coho luego de que ellos “engancharan”.

Las siguientes personas han sido mostradas como abogados o asistentes de Crane, Poole & Schmidt en el pasado, pero o renunciaron, fueron transferidos o despedidos de la firma:
- Sally Heep (Lake Bell)
- Lori Colson (Monica Potter)
- Tara Wilson (Rhona Mitra)

Las siguientes personas fueron mostradas como trabajadores de Crane, Poole & Schmidt en el pasado, pero no se ha dado ninguna razón para justificar su desaparición de la firma, por lo que podría re aparecer en el futuro:
- Hannah Rose (Rebecca De Mornay)
- Matthew Billings (Vince Colosimo)
- Sara Holt (Ryan Michelle Bathe)
- Garrett Wells (Justin Mentell)

Las siguientes personas trabajan en Crane, Poole & Schmidt en las oficinas fuera de Boston:
- Barry Gold (Robert Wagner): La mano derecha de Denny Crane, en la Costa Oeste, quien tiene oficina en Los Ángeles, y tiene en común con él algunas de sus manías ególatras.
- Marlene Stanger (Parker Posey): Trabajo brevemente enl a oficina de Boston durante la segunda temporada, fue transferido a la oficina en Nueva York en la tercera temporada.

- Datos: Q740376